# 제10회 베를린 국제 영화제
제10회 베를린 국제 영화제의 시상식에 관한 내용이다.

## 수상 및 후보

### 황금곰상
- 엘 라사리요 데 토르메스 - 세자르 페르난데즈 아르다빈 수상

### 은곰상:감독상
- 네 멋대로 해라 - 장 뤽 고다르 수상

### 은곰상:여자연기자상
- 더 페어 - 줄리엣 메이니엘 수상

### 은곰상:남자연기자상
- 침묵의 소리 - 프레드릭 마치 수상

### 황금곰상:단편영화상
- 드림 오브 더 와일드 호시즈 - 데니스 콜럼브 다우난트 수상

### 황금곰상:다큐멘터리상
- 파이어리 러브 - 허먼 반 더 호스트 수상

### 은곰상:단편영화상
- 놀이 훼방꾼 - 보리스 본 보리스홀름 외 1명 수상
- 다이 엘튼 - 라파엘레 앤드리아시 수상
- 차이퉁 - 후안 베렌트 수상